# Nico Pérez
Nico Pérez è un comune dell'Uruguay, situato nel Dipartimento di Florida.